# Puccinellia vaginata
Puccinellia vaginata — багаторічна трав'яниста рослина родини Тонконогові (Poaceae), поширена на півночі Північної Америки й Азії. Етимологія: лат. vagina — «піхви», лат. atus — суфікс прикметника.

## Опис
Утворює грудки. Стебла довжиною 12–20 см. Лігули 0.8–2 мм, урізані чи тупі. Листові пластини 4–6 мм довжиною, шириною 1–2 мм. Суцвіття — волоть. Волоть відкрита й пірамідальна, 3–12 см довжиною. Колосочки поодинокі, родючі — з квітконіжками. Родючі колоски містять 4–7 родючих квіточок зі зменшеними квітками на вершині. Колоски довгасті, з боків стиснуті, довжиною 4.5–8 мм; розпадаються при зрілості. Колоскові луски стійкі, несхожі, коротші, ніж колосок. Нижня колоскова луска куляста або зворотнояйцеподібна, довжиною 0.7–2 мм; 0.5–0.75 від довжини верхньої колоскової луски, без кіля, 1-жильна, верхівка зубчаста й тупа. Верхня колоскова луска куляста або зворотнояйцеподібна, довжиною 1.4–2.6 мм, без кіля, 3-жильна, верхівка зубчаста тупа. Родюча лема яйцеподібна; довжиною 2.4–3 мм, без кіля, 5-жильна; поверхня запушена; верхівка зубчаста, зрізана або тупа. Палея (верхня квіткова луска) одної довжини з лемою, 2-жильна. Пиляків 3, 0.6–0.8 мм завдовжки. Зернівка 1.7–2.3 мм довжиною.

## Поширення
Північна Америка: Ґренландія, Канада, Аляска; Азія: Далекий Схід, Сибір.